# Хамби, Гарольд
Гарольд Робинсон Хамби (англ. Harold Robinson Humby; 8 апреля 1879, Лондон — 23 февраля 1923, Лондон) — британский стрелок, чемпион и призёр летних Олимпийских игр.
Хамби принял участие в летних Олимпийских играх в Лондоне в трёх дисциплинах по стрельбе из малокалиберной винтовки. Он стал чемпионом в командной стрельбе, серебряным призёров в стрельбе лёжа и занял восьмое место в стрельбе по исчезающей мишени.
Затем Хамби занялся стендовой стрельбой и на летних Олимпийских играх 1912 в Стокгольме соревновался в трапе. Он занял второе место среди команд и четвёртое среди отдельных спортсменов. Восемь лет спустя он снова вошёл в состав своей страны по трапу на летних Олимпийских играх 1920 в Антверпене и его команда стала четвёртой.